# Fago lambda
Enterobacteria fago λ (detto più comunemente fago lambda) è un batteriofago temperato che infetta Escherichia coli.

## Ciclo di replicazione del fago lambda
Una volta che il fago fa il suo ingresso nell'ospite, il suo genoma può integrarsi all'interno del genoma dell'ospite stesso. In questo caso, λ è chiamato profago, e risiede all'interno dell'ospite apparentemente senza arrecare danno. In questa fase il profago duplica il proprio genoma sfruttando i meccanismi di duplicazione del DNA dell'ospite. Questa fase viene definita lisogena. Se la cellula ospite (il batterio) si trova in una situazione di stress, sottoposta a raggi UV, antibiotici, agenti mutageni o altri fattori che la danneggino, il profago si riattiva, il dna fagico exciso dal genoma batterico e viene attivato il ciclo litico. Il DNA del fago riattivato è trascritto e tradotto dai sistemi dell'ospite con conseguente produzione di nuove unità fagiche. Quando le risorse della cellula ospite sono esaurite a causa dell'attività di produzione dei nuovi virioni (fagi maturi), la membrana viene distrutta e i virioni maturi vengono rilasciati all'esterno.

## Genoma del fago lambda

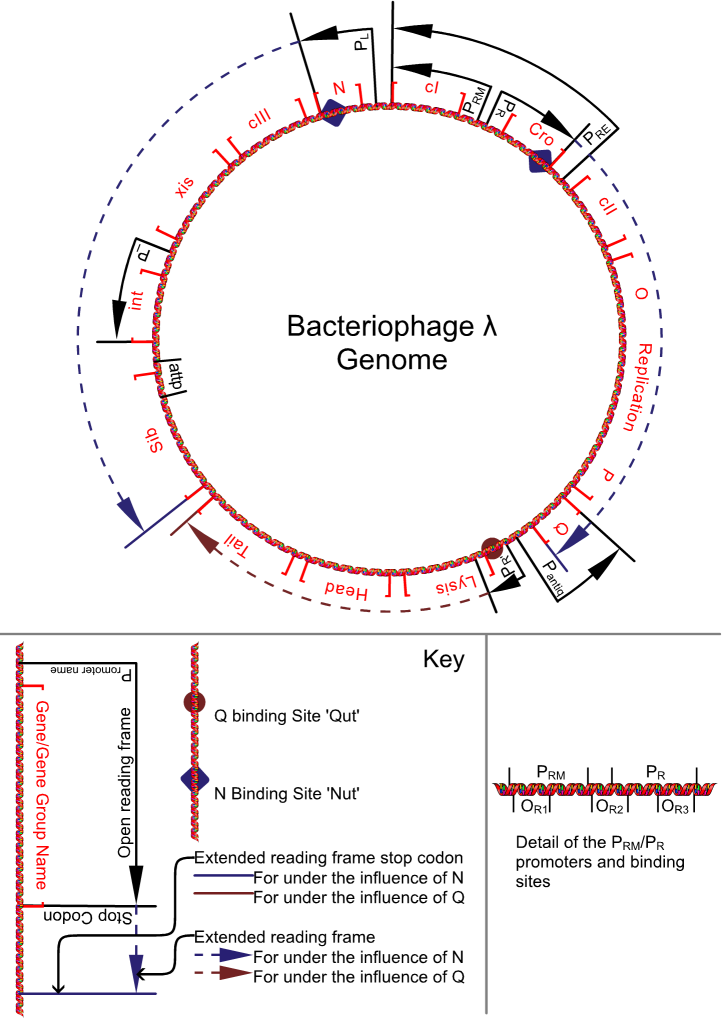
Il genoma di fago lambda

Il genoma del fago lambda è costituito da DNA duplex che tramite idrolisi di ATP, viene impacchettato nel nucleo proteico del fago.
L'enzima Terminasi catalizza la reazione di taglio e di inserimento del genoma nel capside.
Di seguito sono riportati i sette trascritti, catalogati in base al nome del promotore, di fago lambda con i geni contenuti. Alcune aree di trascrizione dipendono dai fattori N e Q. Alcuni trascritti sono sovrapposti.
- PRM: cI.
- PR: Cro e regione N-dipendente (cII - O - replication - P - Q).
- PRE: Cro - cI.
- Pantiq: Q.
- PR': regione Q-dipendente (lysis - head - tail).
- PI: int.
- PL: N e regione N-dipendente (cIII - xis - int - sib).

## Funzioni delle proteine di λ
Ecco i prodotti proteici dei geni di λ. Si noti che, secondo una convenzione comunemente accettata, i geni sono riportati in corsivo (ad esempio cI), mentre le rispettive proteine nel comune alfabeto minuscolo (ad esempio cI).
- Cro. Inibitore di trascrizione. Lega, in ordine di affinità, OR3, OR2 e OR1. A basse concentrazioni blocca il promotore RM (inibendo la produzione di cI). Ad alte concentrazioni cala la sua stessa trascrizione legando OR1 e OR2.
- cI. Inibitore di trascrizione. Lega, in ordine di affinità, OR1, OR2 e OR3. A basse concentrazioni blocca il promotore R (inibendo la produzione di Cro). Ad alte concentrazioni cala la sua stessa trascrizione.
- cII. Attivatore di trascrizione, lega cIII. Attiva la trascrizione sul promotore antiq, RE e I. La sua stabilità può calare a causa della sua suscettibilità alle proteasi cellulari (specialmente nelle cellule sane). Aumenta la sua stabilità se legato a cIII.
- cIII. cII binding protein (dall'inglese, proteina legante cII), protegge cII dalla degradazione delle proteasi cellulari.
- N. Si tratta di una RNA binding protein e di un cofattore per la RNA polimerasi (RNApol). Lega l'RNA trascritto dal DNA che contiene una sequenza Nut. Si lega all'RNA e da lì viene caricato sulla stessa polimerasi. Altera il riconoscimento dei codoni di stop, attivando di fatto alcuni codoni di stop successivi.
- Q. Si tratta di una DNA binding protein, di un cofattore per la RNApol. Lega il DNA presso i siti Qut e ne favorisce l'associazione con la RNApol. Altera il riconoscimento dei codoni di stop, attivando di fatto alcuni codoni di stop successivi.
- xis. Regola l'excisione e l'integrazione del genoma fagico.
- int. Integrasi. Coordina l'integrazione del genoma fagico all'interno del genoma ospite. A basse concentrazioni, non produce alcun effetto. Se la concentrazione di xis è bassa e di int alta, il fago procede all'inserzione del proprio genoma. Se le concentrazioni di xis e di int sono comparabili, avviene invece l'excisione.
- A, B, C, D, E, F, Z, U, V, G, T, H, M, L, K, I, J. Si tratta dei geni strutturali che compongono head (testa, A-F) e tail (coda, Z-J). L'ordine riportato è quello di posizionamento sul genoma in senso orario. Queste proteine sono in grado di auto-assemblarsi per generare i nuovi fagi.
- S, R Proteine promotrici della lisi (lysis) cellulare (ad opportune concentrazioni).
- OP La regione O - replication - P contiene promotore della replicazione specifica del genoma fagico.
- sib Non si tratta di una proteina, ma di una sequenza necessaria perché un fago sia funzionale. Forma una struttura a hairpin (forcina) all'interno del trascritto mRNA. Favorisce la degradazione del mRNA da parte della RNAasiIII.
- attP Nemmeno questa sequenza codifica per una proteina. Si tratta della regione su cui agiscono int e xis nell'inserzione ed excisione del genoma fagico. Nel genoma ospite è presente una regione corrispondente attb.

## L'integrazione genomica

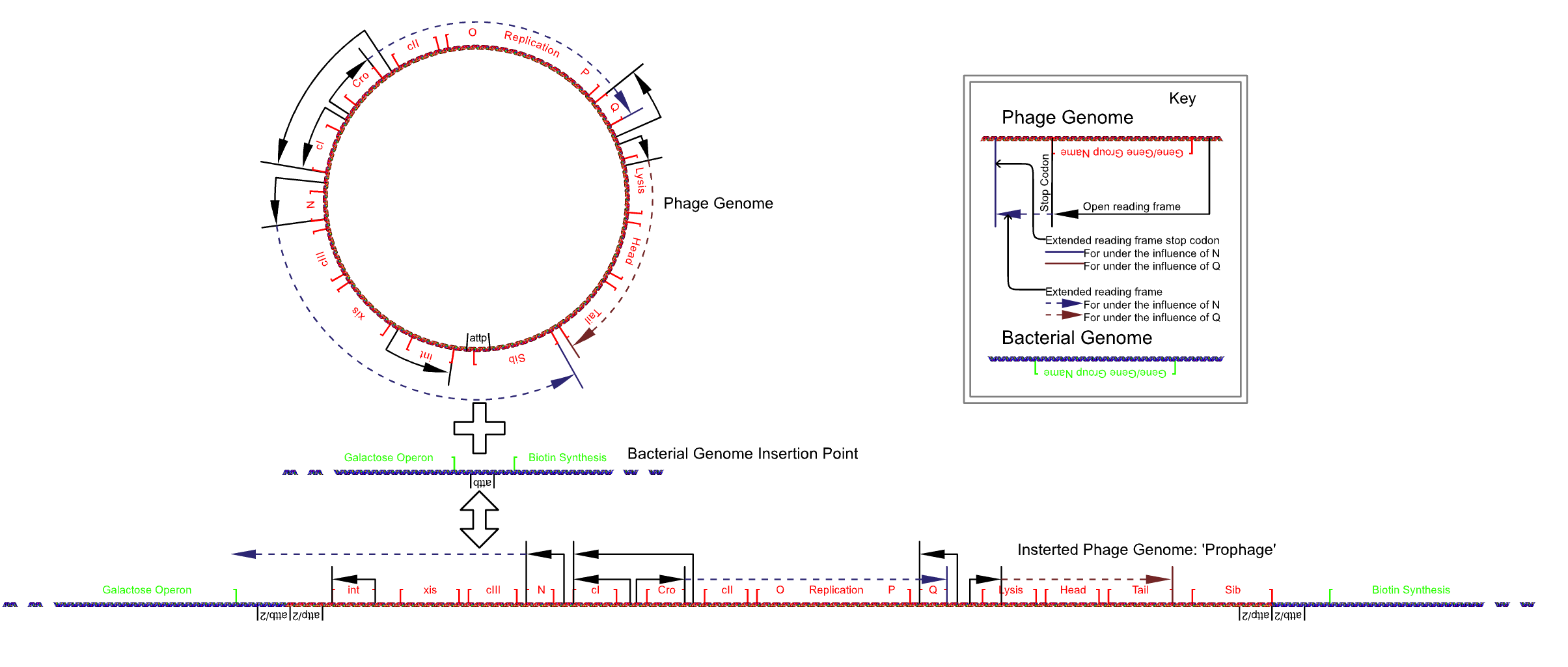
L'inserzione del genoma fagico nel cromosoma batterico

L'integrazione del genoma fagico all'interno di quello batterico avviene presso una speciale regione, chiamata attλ. La sequenza precisa sul genoma di E.coli è chiamata attB (dall'inglese Bacterial attachment, sito di attacco batterico) ed è composta essenzialmente di tre segmenti, detti B-O-B'. La sequenza complementare sul genoma del fago è attP (dall'inglese Phagic attachment, sito di attacco fagico) ed è composta delle regioni P-O-P'. 
```
-----------------       ---------------
|               |       |
|             -----   -----
|             | P |   | B |
|    GENOMA   -----   -----  GENOMA
|             | O | X | O |
|    Fago λ   -----   -----  E.coli
|             | P'|   | B'|
|             -----   -----
|               |       |
-----------------       ---------------

```

L'integrazione avviene attraverso una ricombinazione conservativa sito specifica. Tale evento, in ogni caso, richiede la presenza delle proteine Int (fagica) e IHF (dall'inglese integration host factor, proteina batterica). Sia Int che IHF legano il sito attP, formando un complesso DNA-proteina (detto intasoma) che sostiene la ricombinazione. 
```
-----------------       ---------------
|               |       |
|             -------------
|             | P | O | B |
|    GENOMA   -------------  GENOMA
|             
|    Fago λ   -------------  E.coli
|             | P'| O | B'|
|             -------------
|               |       |
-----------------       ---------------

```

Il risultato di tale evento vede l'originale regione BOB' modificata in una nuova con B-O-P'-genoma fagico-P-O-B'. Il DNA fagico è ora completamente integrato.

## Dettagli del ciclo di replicazione
Ecco i principali meccanismi molecolari successivi all'infezione del fago λ.
1. Il fago lambda si lega alla membrana della cellula di E. coli, presso i recettori del maltosio.
2. Il genoma lineare del fago è iniettato nella cellula e diventa immediatamente circolare.
3. Si avvia la trascrizione, a partire dai promotori L, R e R', per produrre i trascritti precoci immediati (immediate early).
4. Vengono prodotte le proteine N, Cro ed una proteina più breve, inattiva.
5. Cro lega la sequenza OR3, inibendo la trascrizione del gene cI. N lega i due siti Nut (localizzati nel gene N e nel gene Cro).
6. La proteina N legata a L e R avvia la trascrizione dei successivi ORF (dall'inglese Open Reading Frame). Le proteine tradotte in questa fase, detta tardivo-precoce (dall'inglese late early) sono ulteriori proteine N e Cro, oltre a cII e cIII.
7. cIII lega cII, proteggendola dall'attacco delle proteasi. La stabilità di cII determina quale ciclo verrà intrapreso dal fago. Cellule non sofferenti, con attività abbondante di proteasi, renderanno cII instabile, avviando il ciclo litico. Cellule sofferenti avranno un'attività proteasica minore, rendendo cII stabile, preludio al ciclo lisogeno.

### Ciclo litico

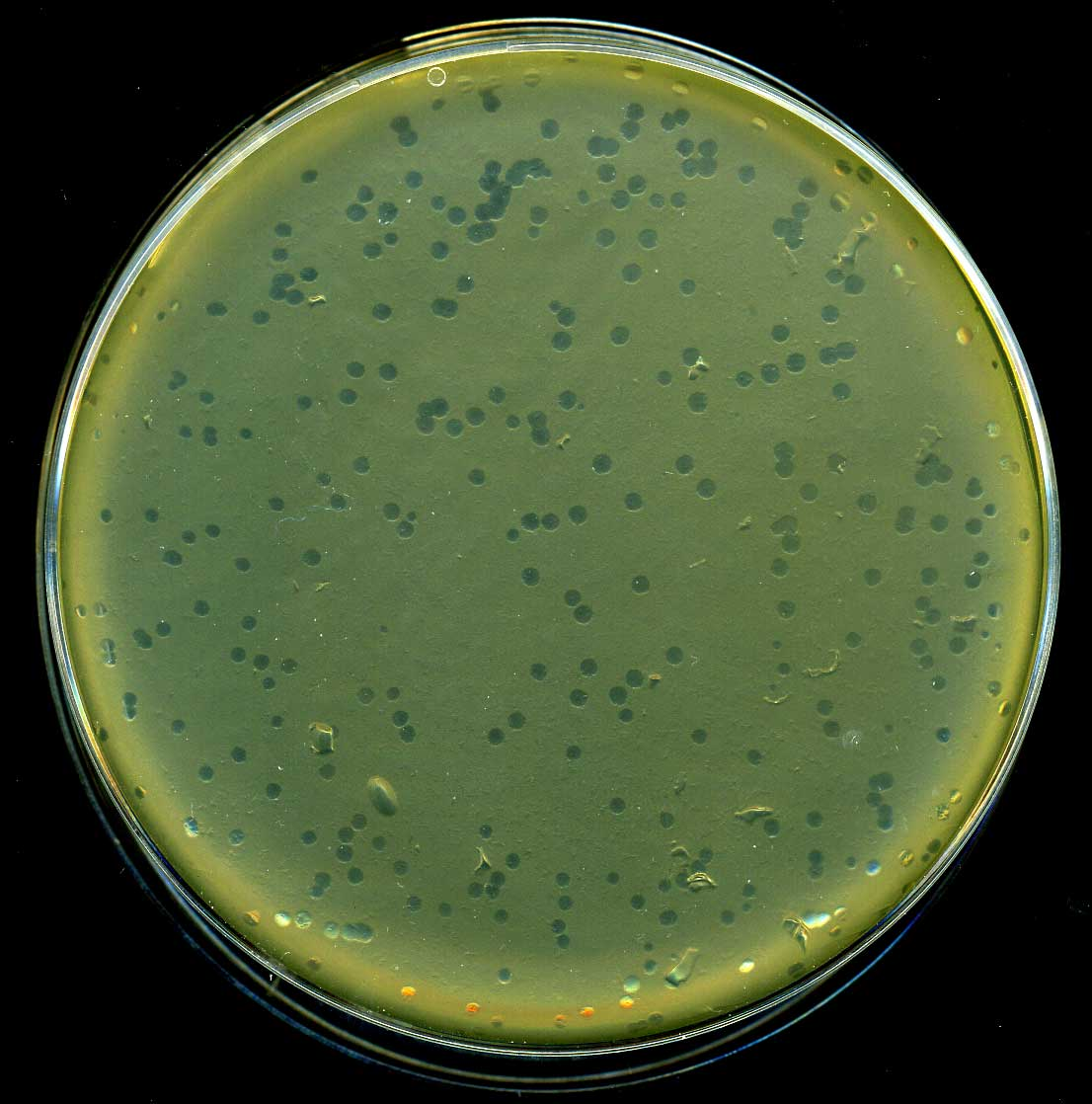
Placche di lisi del fago lambda su batteri E. coli.

Se viene avviato il ciclo litico, nella cellula ospite hanno luogo i seguenti eventi molecolari.
1. I trascritti late early continuano ad essere prodotti: tra di essi figurano xis, int, Q e geni per la replicazione del genoma di lambda.
2. Il genoma di lambda viene replicato in preparazione alla successiva produzione di nuovi fagi.
3. Q lega i siti Qut.
4. Dal promotore R' si avvia la produzione di mRNA per la lisi e per la sintesi di proteine strutturali.
5. Nuove unità fagiche vengono assemblate a partire dalle proteine strutturali.
6. Le proteine di lisi raggiungono una concentrazione tale da causare la rottura della membrana, che consente la fuoriuscita dei nuovi fagi.

### Ciclo lisogeno
Se viene avviato il ciclo lisogeno, nella cellula ospite hanno luogo i seguenti eventi molecolari.
1. I trascritti late early continuano ad essere trascritti. Tra di essi figurano xis, int, Q ed i geni per la replicazione del genoma fagico. La proteina cII, stabile, attiva anche la trascrizione dai promotori PRE, Pantiq, PI.
2. Il promotore Pantiq produce mRNA antisenso, spegnendo la produzione di Q. Il promotore PRE produce mRNA antisenso che spegne la produzione di Cro, assieme all'mRNA senso per cI, che ne accende la produzione di cI. Il promotore PI produce mRNA del gene int, che aumentano la concentrazione della proteina int.
3. L'assenza di Q inibisce il promotore PR', inibendo di fatto la produzione delle proteine litiche e strutturali tipiche del ciclo litico. Livelli elevati di proteina int (superiori a xis) generano l'inserzione del genoma di lambda in quello dell'ospite. La produzione di cI ne genera il legame con il sito OR1 presso il promotore PR, spegnendo la produzione di Cro. cI lega anche PL, spegnendo anche la sua trascrizione.
4. Il calo di Cro libera il sito OR1, in modo che aumenti la trascrizione dal promotore PRM, che mantengono alto il livello di cI.
5. Il calo della trascrizione da PL e da PR impedisce successive produzioni di cII e cIII.
6. Il calo delle concentrazioni di cII e cIII genera un calo della trascrizione da Pantiq, PRE e PI.
7. Solo i promotori PRM e PR' rimangono attivi, producendo un breve trascritto inattivo e cI. Il genoma, inserito nell'ospite, entra in uno stato dormiente.

#### Induzione dei fagidormienti
Ecco come avviene l'induzione del fago dormiente del ciclo lisogenico. 
1. La cellula ospite subisce uno stress tale da generare danno al DNA, avviando la risposta riparativa.
2. La proteina cellulare RecA individua infatti il danno sul DNA e si attiva (RecA*) a proteasi super-specifica.
3. Solitamente RecA* taglia LexA (un repressore della trascrizione) e lo inattiva. In questo modo è permessa la sintesi di proteine per il riparo del DNA. Nelle cellule infette, invece, questa risposta viene dirottata e RecA* taglia cI.
4. La cI tagliata perde la sua affinità al DNA, dal momento che non può più dimerizzare.
5. I promotori PR e PL non sono più repressi. La loro conseguente accensione avvia il pathway litico.

## Regolazione di inserzione ed excisione
Come già accennato, inserzione ed excisione del genoma fagico sono regolate dalle concentrazioni relative delle proteine xis e int. Possono verificasi due eventi differenti.
1. xis e int si trovano sullo stesso mRNA (trascritto da PL). La concentrazione delle due proteine è dunque comparabile. Ciò genera l'excisione del genoma fagico.
2. La regione al 3' terminale dell'mRNA trascritto da PL contiene una regione sib che si ripiega in una struttura secondaria stabile ad hairpin. Tale struttura è bersaglio della RNAsiIII. Cellule sane hanno un'alta quantità di RNAsiIII, che genera concentrazioni molto basse di proteina int. Concentrazioni maggiori di xis rispetto a int non generano alcuna inserzione o excisione, lasciando i fagi precedentemente inseriti all'interno e non permettendo alcun altro ingresso. Tale situazione è favorevole dal punto evolutivo perché riduce la competizione tra fagi (dal momento che nessun nuovo fago si inserisce in una cellula già infetta).

### Controllo dell'excisione del genoma fagico
Più in dettaglio, l'excisione del genoma fagico risponde ai seguenti eventi molecolari.
1. Il genoma fagico è ancora inserito nel genoma ospite e necessita di essere exciso per essere replicato. La regione sib del promotore normale PL, infatti, non è presente sui trascritti che si originano dal genoma integrato. Presso la regione sib, infatti, si trova la regione attP per l'inserzione (si veda l'immagine).
2. L'assenza del dominio sib genera un'assenza della regione ad hairpin, non più attaccabile dalla RNAsiIII.
3. Rimanendo intatto il trascritto, esso contiene una copia intera sia di xis che di int, che generano concentrazioni equivalenti delle due proteine.
4. Concentrazioni uguali di xis e int generano l'excisione del genoma fagico da quello batterico.

## Regolazione di cI e Cro
Il sistema di regolazione individuato in fago lambda è un esempio notevole dell'elevata capacità di influenza dell'espressione genica da parte di un sistema semplice. Tale sistema si basa essenzialmente su un interruttore che accende e spegne alternativamente due geni mutuamente esclusivi. Lo stato dei fagi lambda è infatti controllato dalle proteine cI e Cro. Il fago rimane in fase lisogena se predomina la proteina cI, mentre è avviata la fase litica se predomina Cro. Fase litica e lisogena si autoescludono attraverso le seguenti condizioni:
- in assenza di cI, il gene Cro può essere trascritto;
- in presenza di cI, solo il gene cI può essere trascritto;
- ad alte concentrazioni di cI, è inibita la trascrizione di entrambi i geni.

Il sistema di repressione genica del fago lambda consiste più in dettaglio dei seguenti componenti:
- gene cI;
- sequenza OR3;
- sequenza OR2;
- sequenza OR1;
- gene Cro.

Il repressore vero e proprio è costituito da un dimero, cI, in grado di regolare la trascrizione dei due geni cI e Cro. Il dimero cI può legare tutte e tre le sequenze operatrici OR1, OR2 e OR3, ma solo seguendo un ordine preciso (OR1 > OR2 > OR3). Il legame di un dimero cI a OR1 ne facilita anche il legame a OR2, secondo un effetto detto cooperatività. Di fatto, OR1 e OR2 sono legate da cI quasi in simultanea. Ciò non aumenta immediatamente l'affinità di cI a OR3: tale legame avviene solo in presenza di concentrazioni molto più elevate di cI.